# Анцута, Анджей
А́нджей Анцу́та (пол. Andrzej Ancuta, 10 февраля 1919 года, Минск, СССР — 14 февраля 2009 года, Варшава, Польша) — польский оператор и фотограф.

## Биография
Во время Второй мировой войны служил в подпольных кинематографической и фотографической группах Армии Крайовой (псевдоним «Coeur») в звании подхорунжего. После капитуляции Варшавского восстания находился в концентрационном лагере STALAG XVIII-C Markt Pongau (№ 103460).
После войны был оператором первых польских послевоенных фильмов — «Последний этап» и «Робинзон варшавский».
C 1950 по 1996 год преподавал на операторском факультете Государственной Высшей кинематографической, телевизионной и театральной школы в Лодзи. С 1975 по 1978 год был проректором и с 1987 по 1990 год — управляющим класса операторского искусства.
Написал несколько учебных пособий по операторскому искусству.